# Ким, Хлоя
Хло́я Ким (англ. Chloe Kim, кор. 김선 — Ким Сон; род. 23 апреля 2000 года) — американская сноубордистка, двукратная олимпийская чемпионка в дисциплине хафпайп (2018, 2022), трёхкратная чемпионка мира (2019, 2021, 2025), многократная победительница зимних экстремальных игр, двукратная чемпионка зимних юношеских Олимпийских игр 2016 года. Игры в Пхёнчхане являлись дебютом Ким на взрослом уровне,  На зимних Олимпийских играх она стала самой молодой женщиной, выигравшей олимпийскую золотую медаль по сноуборду, когда она выиграла золото в женском сноуборд-хафпайпе в возрасте 17 лет. Снимается в сериалах и фильмах.

## Биография
Ким родилась в городе Лонг-Бич штата Калифорния, в семье иммигрантов из Южной Кореи. Отец Ким начал учить её кататься на сноуборде в 4 года на местном курорте Маунтин-Хай, в первых соревнованиях приняла участие в 6 лет. Затем с 8 до 10 лет она тренировалась в Вале, прежде чем вернуться в Калифорнию, чтобы обучаться в Маммот Маунтин. Ким присоединилась к объединённой команде страны в 2013 году.
Ким является вторым поколением корейско-американской семьи. Семья до сих пор проживает в Южной Корее, где проводилась зимняя Олимпиада 2018 года. Она свободно владеет корейским, французским и английским языками.

## Спортивная карьера

### Х-Игры
Будучи слишком молодой, чтобы конкурировать на зимних Олимпийских Играх в Сочи в 2014 году, Ким заработала серебро на зимних X-играх 2014 года, уступив только Келли Кларк. В 2015 году Хлоя выиграла золото в хафпайпе, обыграв именитую спортсменку. С этой победой, в возрасте 14 лет, Ким стала самым молодым золотым призёром, пока она не потеряла рекорд из-за победы Келли Силдару, которая выиграла золото в 2016 году в возрасте 13 лет. В Х-играх 2016 она стала первым человеком в возрасте до 16 лет, который выиграл две золотые медали. В США в этом же году на Гран-При она стала первой женщиной, совершившей оборот на 1080 градусов. Она набрала идеальные 100 очков и считается вторым райдером, когда-либо сделавшим это, после Шона Уайта.

### Зимние Юношеские Олимпийские Игры 2016
В 2016 году она стала первой американской девушкой, выигравшей золотую медаль в сноуборде на зимних юношеских Олимпийских играх, и заработала самый высокий балл в истории молодежных Олимпийских Игр. На этих соревнованиях Ким была выбрана в качестве знаменосца команды США для церемонии открытия зимних юношеских Олимпийских игр 2016 года, таким образом, став первым сноубордистом, выбранным в качестве знаменосца для команды США на зимних Олимпийских играх или молодежных Олимпийских играх. Ким была номинирована в 2016 году на премию за лучший прорыв спортсмена.

### Олимпийские Игры 2018
На зимних Олимпийских играх 2018 года в Пхёнчхане Ким взяла золото в финале женского хафпайпа, оставив всех своих конкурентов далеко позади себя.